# Villarodin-Bourget
Villarodin-Bourget é uma comuna francesa na região administrativa de Auvérnia-Ródano-Alpes, no departamento de Saboia. Estende-se por uma área de 33,08 km². Em 2010 a comuna tinha 546 habitantes (densidade: 16,5 hab./km²).